# Juan Natalicio González

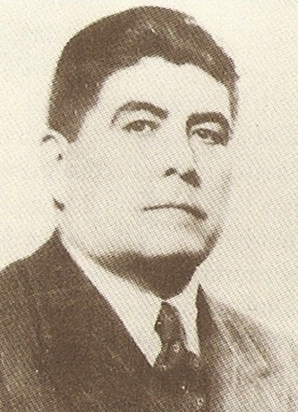
Juan Natalicio González

Juan Natalicio González Paredes (* 8. September 1897 in Villarrica, Departamento Guairá; † 16. Dezember 1966 in Mexiko-Stadt) war ein paraguayischer Schriftsteller, Diplomat und Politiker der Partido Colorado, der unter anderem zwischen 1948 und 1949 Präsident von Paraguay war. Neben seiner politischen Laufbahn verfasste er mehrere historische Bücher sowie Gedichtbände in Guaraní und Spanisch.

## Leben
González begann nach dem Schulbesuch 1912 ein Studium an der Colegio Nacional de Asunción und war nach dessen Abschluss 1915 als Journalist bei der Tageszeitung El Liberal tätig. Kurz darauf trat er der Partido Colorado bei und wurde Reporter der Parteizeitung General Caballero, wo er mit Persönlichkeiten wie Juan Manuel Frutos, Arsenio López Decoud, Manuel Domínguez und Fulgencio R. Moreno zusammenarbeitete. 1916 wechselte er zur Zeitung Fígaro und danach 1917 zur Tageszeitung Patria, deren Chefredakteur er 1919 wurde. 1920 ging er nach Buenos Aires sowie 1923 nach Paris, wo er jeweils für Verlage tätig war. 1927 wurde er für die Partido Colorado zum Mitglied der Abgeordnetenkammer (Cámara de Diputados) gewählt, der er bis 1929 angehörte. Im Anschluss lebte er mit seiner Ehefrau Lydia Frutos für längere Zeit in Europa.
Nach dem Ende des Zweiten Weltkrieges kehrte González nach Paraguay zurück und war kurz danach zwischen 1945 und 1946 Gesandter in Uruguay. Nachdem der bisherige Präsident Higinio Morínigo am 3. Juni 1948 zum Rücktritt gezwungen wurde, übernahm er am 15. August 1948 als Nachfolger des vorübergehend regierenden Präsidenten Juan Manuel Frutos das Amt des Präsidenten von Paraguay. Bereits am 30. Januar 1949 wurde er bei einem Staatsstreich von Verteidigungsminister General Raimundo Rolón abgesetzt. 1956 ernannte ihn Präsident Alfredo Stroessner zum Botschafter in Mexiko. Auf diesem diplomatischen Posten verblieb er neun Jahre lang bis 1965 und verstarb ein Jahr später in Mexiko-Stadt.

## Veröffentlichungen
Neben seiner politischen Laufbahn verfasste er mehrere historische Bücher sowie Gedichtbände in Guaraní und Spanisch. Zu seinen Werken gehören:
- Solano López y otros ensayos, 1926
- Proceso y formación de la cultura paraguaya …, 1938
- Bajo las bombas del malón, 1947
- Solano López, diplomático, 1948
- Cómo se construye una nación, 1949
- La raíz errante, 1953
- Elegías de Tenochtitlán, 1953